# Карой Немеш
Карой Немеш (угор. Nemes Károly, відомий також як Драгутин (Драган) Немеш серб. Dragan/Dragutin Nemeš) — угорський футболіст, що грав на позиції воротаря. Відомий виступами, зокрема, за клуби «Рапід» і «Югославія». Чемпіон Австрії і дворазовий чемпіон Югославії. 

## Життєпис
До 1917 року виступав у клубі МТК (Будапешт), де не був на провідних ролях і жодного матчу у чемпіонському сезоні 1916/17 року не зіграв. 
З 1917 по 1919 рік виступав у австрійській команді «Рапід». У 1919 році став чемпіоном і володарем кубка Австрії, а загалом у складі команди за два роки зіграв 27 матчів у чемпіонаті і 4 матчі у кубку.
У 1919 році грав за команду НАК (Новий Сад). Пізніше приєднався до складу іншого югославського клубу — «Югославії» (Белград). Двічі ставав з командою чемпіоном Югославії у 1924 і 1925 роках, зігравши по три матчі у кожному з турнірів. 
У цей час також грав у складі збірної Белграда. Зокрема, був учасником перших розіграшів Кубка короля Олександра, турніру для найбільших міст Югославія. У 1924 році збірна Белграда поступилась збірній Суботиці 2:3, а у 1925 році перемогла 3:1 Осієк, після чого поступилась у півфіналі Загребу (1:2). 
У 1927 році розпочав тренерську кар'єру, не довго попрацювавши у клубі «Воєводина». До «Воєводини» Немеш ще двічі буде повертатись у 1932 і 1939 роках. В 1930–1931 роках очолював швейцарську команду «Люцерн». У 1934 році Немеш тренував «Югославію».
Також працював у клубах НАК (Новий Сад) і Бата (Борово).
Пізніше повернувся до Угорщини і прозивав у місті Яношхальма.

## Трофеї і досягнення
«Рапід»:
- Чемпіон Австрії: 1918-19
- Володар кубка Австрії: 1918-19

«Югославія»:
- Чемпіон Югославії: 1924, 1925
- Чемпіон футбольної асоціації Белграда: 1924, 1925